# Mohammed Hamdan Daglo

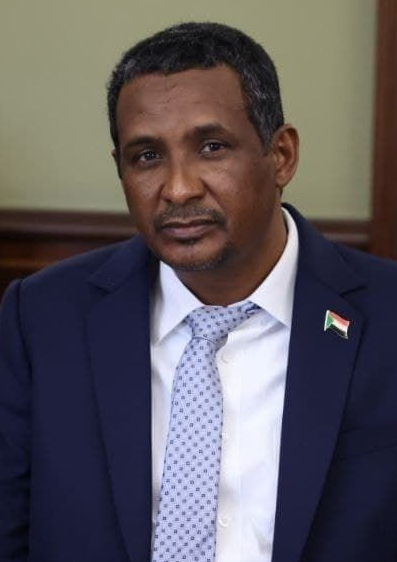
Daglo 2022 in Moskau

Generalleutnant Mohammed Hamdan Daglo (arabisch محمد حمدان دقلو; * 1974 oder 1975; genannt unter anderem Hemeti, Hamitti, Hemitti oder Hemitte, arabisch حميدتي) ist ein sudanesischer Warlord, der seit dem 13. April 2019 stellvertretender Präsident des herrschenden Militärrates unter Abdel Fattah Burhan war. Daglo befehligt die Rapid Support Forces (RSF), eine paramilitärische Truppe, die Rebellen der sudanesischen Minderheiten in Darfur, am Blauen Nil und in den Nuba-Bergen bekämpft hat. Die RSF war Nachfolger der  Dschandschawid-Milizen, die beide Kriegsverbrechen in großem Umfang begangen haben und u. a. für die Auflösung eines Protestlagers mit über 100 Toten am 3. Juni 2019 verantwortlich gemacht werden. Zuvor führte er eine Dschandschawid-Miliz im Darfur-Konflikt an.
Daglo erhält Unterstützung und unterhält Verbindung nach Saudi-Arabien und zu den Vereinigten Arabischen Emiraten. Bis zu 30.000 Söldner seiner RSF kämpften an der Seite der beiden Verbündeten gegen die Huthi im Jemenkrieg. Ab dem 15. April 2023 setzt er seine RSF für einen Putschversuch gegen die Militärregierung des Sudan ein; seitdem herrscht offener Krieg.

## Leben
Daglo wurde in den Rezeigat-Stamm, der zu den Baggara gehört, als Sohn tschadischer Eltern geboren. Seine Familie betrieb Handel mit Kamelen. Er brach nach drei Schuljahren den Besuch der Primarschule ab. Im Darfur-Konflikt gelangte er über Verwandte in die Dschandschawid, die gegen Aufständische kämpfte. Er führte dort bald eine Miliz an. Nach eigenen Angaben bat ihn der damalige Präsident Umar al-Baschir im Jahr 2008, den Kampf gegen die Aufständischen zu leiten.
2013 wurde Daglo auf Wunsch al-Baschirs Kommandeur der Rapid Support Forces, einer landesweit agierenden paramilitärischen Truppe. Am 11. April 2019 erfolgte ein Militärputsch. Zwei Tage später wurde al-Baschir festgenommen; Daglo stieg in die zweite Position des Transitional Military Council (deutsch etwa: „Militärrat des Übergangs“) auf. Kurz nach seinem Eintritt in den Militärrat traf er sich mit mehreren westlichen Botschaftern. Im Mai 2019 reiste er zum saudi-arabischen Prinzen Mohammad bin Salman. Saudi-Arabien hatte sich vorher als Unterstützer der sudanesischen Militärregierung bekannt. Am 3. Juni lösten die RSF gewaltsam ein Protestlager auf, das wochenlang vor dem Hauptquartier des Militärs in Khartum bestanden hatte. Dabei starben nach Angaben der Demonstranten über 100 Zivilisten. Zahlreiche Frauen wurden offenbar von RSF-Angehörigen vergewaltigt.
Im August 2019 einigten sich Militär und Opposition für die Zeit bis 2022 auf eine gemeinsame Regierung. Dem „Souveränen Rat“, dem obersten Gremium des Landes, soll Daglo angehören. Er gab an, sich dem Abkommen fügen zu wollen, nach dem unter anderem die RSF der sudanesischen Armee unterstellt werden sollten.
Am 15. April 2023 griffen Truppen der RSF unter Mohammed Hamdan Daglo strategisch wichtige Ziele im ganzen Land, besonders in der Hauptstadt an. Reuters wertete die Vorgänge als Putschversuch Daglos RSF.
Daglo hat in den Jahrzehnten von Krieg und Krise in Sudan seinen Reichtum vermehrt, er besitzt Goldminen, vermietet Luxusfahrzeuge und stellt Söldner für den Krieg der Emirate und Saudi-Arabiens in Jemen.
Anfang Dezember 2023 vereinbarten Abdel Fattah Burhan und Daglo ein persönliches Treffen vor Ende des Jahres, um den Krieg zwischen RSF und SAF im Sudan zu beenden.
Im Januar 2025 verhängten die USA Sanktionen gegen Daglo. Ihm wird Völkermord vorgeworfen.

## Goldhandel
Daglos Familie kontrolliert weite Teile des Goldhandels im Sudan. Der damalige Diktator Umar al-Baschir gab Daglo 2018 die Genehmigung, dass dessen Familien-Firma Al Junaid Multi Activities Co Ltd den Goldhandel übernehmen dürfe. Al Junaid umging daraufhin Exportkontrollen der Zentralbank Sudans. Reuters berichtete bereits 2019, wie Al Junaid beispielsweise Goldbarren im Wert von rund 30 Millionen US-Dollar mit einem Gewicht von etwa einer Tonne per Flieger nach Dubai verschoben hatte.

## Rezeption
Anna Osius, ARD-Korrespondentin in Kairo, schrieb während der Kämpfe der RSF gegen die sudanesische Armee Mitte April 2023 über Daglo: „Dem eigentlich ungebildeten Kamelhändler und Milizenführer Hemeti ist es gelungen, zu einem der mächtigsten Männer des Sudan aufzusteigen, einst unterstützt von Langzeitdiktator al-Bashir, reich geworden durch die Kontrolle über Goldminen, baute sich Hemeti mit den RSF eine beachtliche eigene Truppe auf – Berichten zufolge nahezu gleichstark mit der sudanesischen Armee.“